# Рижана (Копар)
Рижана(словен. Rižana, итал. Risano) је насељено место у општини Копар у покрајини Приморска која припада Обално-Крашкој регији у Републици Словенији. 

## Географија
Насеље се праволинијски протеже долинмм истоимене реке. На северу је стишњено обронцима Рожарског брда  (176 м) и Брда (201 м). Са  друге стране је строго обганичена путем Љубљана—Копар и долином реке Рижане. На њеној левој обали, у подножју брда Ивачевец (226 м) и Коминшчица (285 м), постоје мали засеоци: Бижаји, Палузи и Сантини. Рижана се простире на површини од 1,96 км², на надморској висини од 48,2 метра. Године 2011. насеље је имало 141 становника.

## Историја
Према историјским изворима Рижана је позната по Рижанској скупштини. То је био сабор који су 804. године сазвали франачки цар Карло Велики и његов син Пипин како би се решили спорови међу становништвом Истре изазвани незадовољством Истрана новом влашћу, јер су Франци са увођењем феудализма, узурпирали њихову имовину, становништву наметнули порезе а територију у непосредном залеђу приморских градова, населили Словенима. 
У Рижана су и даље видљиви зачеци од старијих насеља. У дворишту куће породице Зарјул  стоји зграду, за коју је се тврди да је стара више од 600 година. Постоји очувана стара воденица коју су 1902. кулпли  Козловичи из Трушка.
Рижана има сопствени водовод још од 1935.